# Giulio Cesare Dogliotti
Giulio Cesare Dogliotti (Alba, 1906 – Torino, 1976) è stato un medico italiano.
Fratello di Achille Mario Dogliotti abilitato all'insegnamento universitario nel 1939, fu docente di Clinica medica all'Università degli Studi di Torino dal 1958 al 1976 ), diede rilevanti contributi nei campi della cardiologia, della nefrologia, dell'endocrinologia e altri campi come la gastroenterologia e in quello delle malattie del metabolismo.